# Hypothyris neimyi
Hypothyris neimyi är en fjärilsart som beskrevs av Riley 1931. Hypothyris neimyi ingår i släktet Hypothyris och familjen praktfjärilar. Inga underarter finns listade i Catalogue of Life.